# Darliwaje (przystanek kolejowy)
Darliwaje (biał. Дарлівае; ros. Дарливое) – przystanek kolejowy w pobliżu miejscowości Harbatka, w rejonie krzyczewskim, w obwodzie mohylewskim, na Białorusi. Położony jest na linii Osipowicze – Mohylew – Krzyczew.
Nazwa pochodzi od oddalonej o 3,1 km wsi Darliwaje.